# Hrabstwo Ada
Hrabstwo Ada (ang. Ada County) – hrabstwo w stanie Idaho w Stanach Zjednoczonych. Obszar całkowity hrabstwa obejmuje powierzchnię 1060,33 mil² (2746,24 km²). Według szacunków United States Census Bureau w roku 2009 miało 384 656 mieszkańców. Jego siedzibą administracyjną jest Boise.
Hrabstwo zostało ustanowione 22 grudnia 1864 r. Nazwa pochodzi od imienia pierwszego białego dziecka urodzonego na tym obszarze – dziewczynki Ady Riggs, córki H. C. Riggs'a, jednego z założycieli  Boise oraz członka Idaho Territorial Legislature.

## Miejscowości
- Hidden Spring (CDP)
- Boise
- Eagle
- Garden City
- Kuna
- Meridian
- Star